# 藤森商会 (東京都港区)
藤森商会（ふじもりしょうかい）は、東京都港区に本社を置く、時計修理業の企業。時計修理の業界で、従業員10名以上を抱える業者としては、最も歴史が長い会社のひとつとされる。

## 沿革
2010年には、創業家以外では初めて、斉田誠司が4代目の社長となった。2011年には、カメラのキタムラが買い取った中古時計を藤森商会が修理し、キタムラが修理済みの中古品を販売するという形で、キタムラと提携した。

## 藤森時計塾
藤森商会は、時計修理の技術を学びたいという希望者を対称に、実際の修理工房の施設を用いて、腕時計の取扱いと時計修理の基礎を学ぶ、有料の講座「藤森時計塾」を運営している。

## 子会社
2009年11月には、飲食店を手がける子会社としてパシフィックスターを設立し、同社は2010年9月1日に渋谷区神宮前にバインミー専門店を開店したが、これは程なくして閉店している。